# Eusparassus walckenaeri
Eusparassus walckenaeri är en spindelart som först beskrevs av Jean Victor Audouin 1826.  Eusparassus walckenaeri ingår i släktet Eusparassus och familjen jättekrabbspindlar. Inga underarter finns listade i Catalogue of Life.